# Centro Nacional de Educación Sexual
El Centro Nacional de Educación Sexual (Cenesex) es una institución pública cubana dedicada a la educación y la investigación sobre la sexualidad humana. Es más conocido internacionalmente por su labor en la defensa de los derechos de las personas LGBTI en Cuba. La primera directora del centro fue la socióloga y educadora sexual alemana Monika Krause-Fuchs; y actualmente es Mariela Castro, sexóloga, activista y diputada en la Asamblea Nacional.

## Historia
Desde la Revolución cubana existieron distintos programas nacionales de Educación Sexual coordinados desde la Federación de Mujeres Cubanas y el Ministerio de Salud Pública de Cuba. En 1972 se fundó Grupo Nacional de Trabajo de Educación Sexual (GNTES) como entidad propia para desarrollar y coordinar este tipo de actividades en las instituciones y la sociedad cubana. A partir de 1977 también adquirió las tareas de formación de terapeutas y educadores sexuales, de atención especializada a las personas transexuales y de consejo y terapia para disfunciones sexuales bajo la coordinación de Monika Krause-Fuchs.
En 1989 se fundó el Centro Nacional de Educación Sexual como el sucesor del Grupo Nacional de Trabajo de Educación Sexual, del cual Monika Krause-Fuchs fue su primera directora, intensificando su labor en la investigación y la formación de profesionales cualificados en el área de la sexualidad.

## Actividades

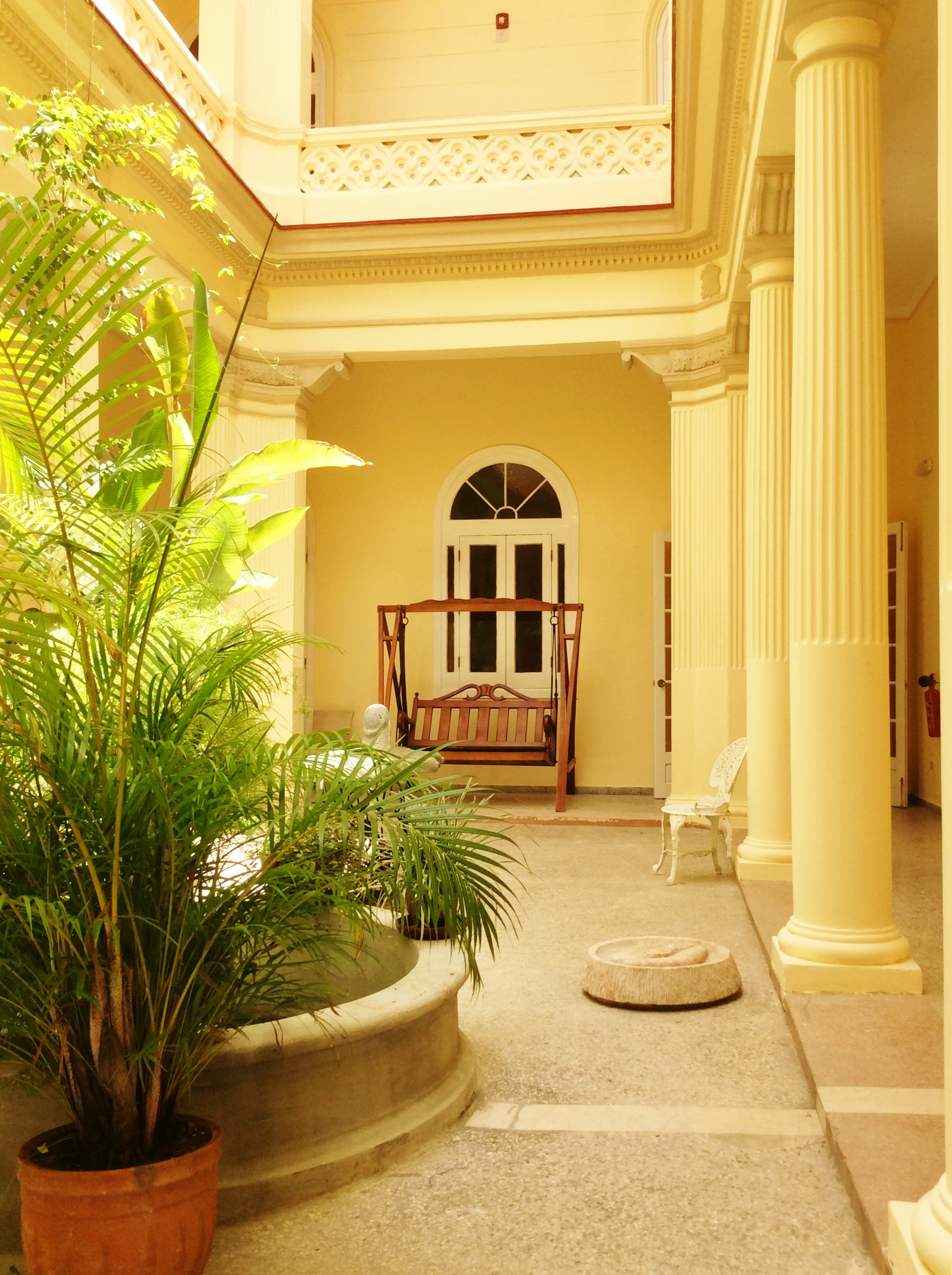
Interior del CENESEX.

La misión del centro es "contribuir a que el ser humano viva su sexualidad de forma sana, plena, placentera y responsable".
Además de la elaboración de materiales sobre educación sexual e investigación sobre la sexualidad humana, entre sus principales funciones recae el asesoramiento de las instituciones cubanas en las áreas relacionadas con la sexualidad, la orientación sexual, la identidad de género y el VIH. Es el mayor precursor de eventos científicos y culturales de los derechos sexuales en la isla.